# Trentepohlia (Mongoma) varipes
Trentepohlia (Mongoma) varipes is een tweevleugelige uit de familie steltmuggen (Limoniidae). De soort komt voor in het Oriëntaals gebied.